# Baszta Żeglarska we Fromborku
Baszta Żeglarska we Fromborku – budynek położony we Fromborku, na rogu ulic Basztowej i Rybackiej. Jest to obiekt wykonany z cegły, zbudowany na fundamentach dawnej baszty w latach 80. XX wieku. Obecnie nie należy do miasta, jest własnością prywatną.
Jest jedynym znanym miejscem fromborskich umocnienień obronnych z XIV–XV wieku.

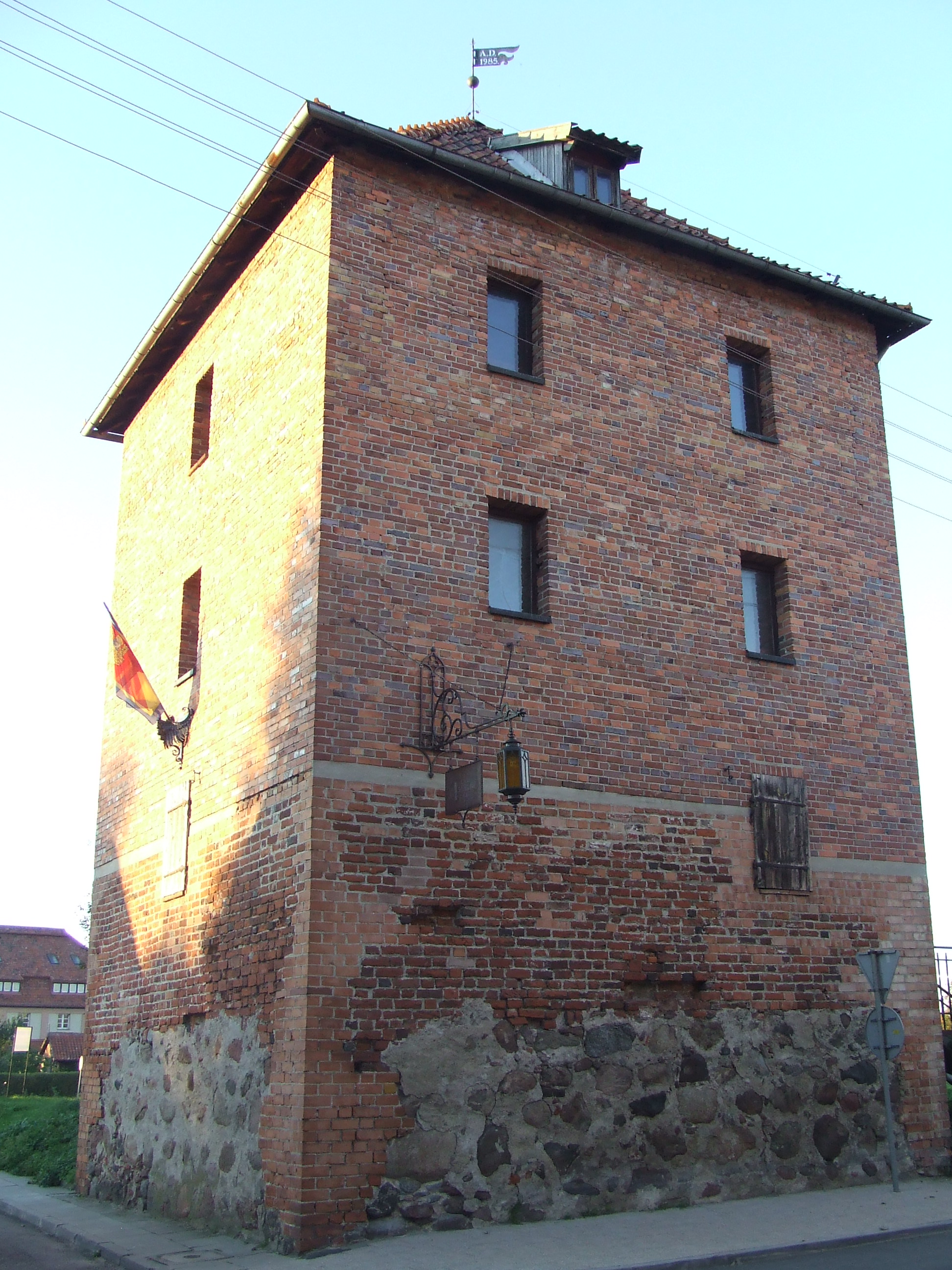
Widok na basztę od strony południowo-zachodniej
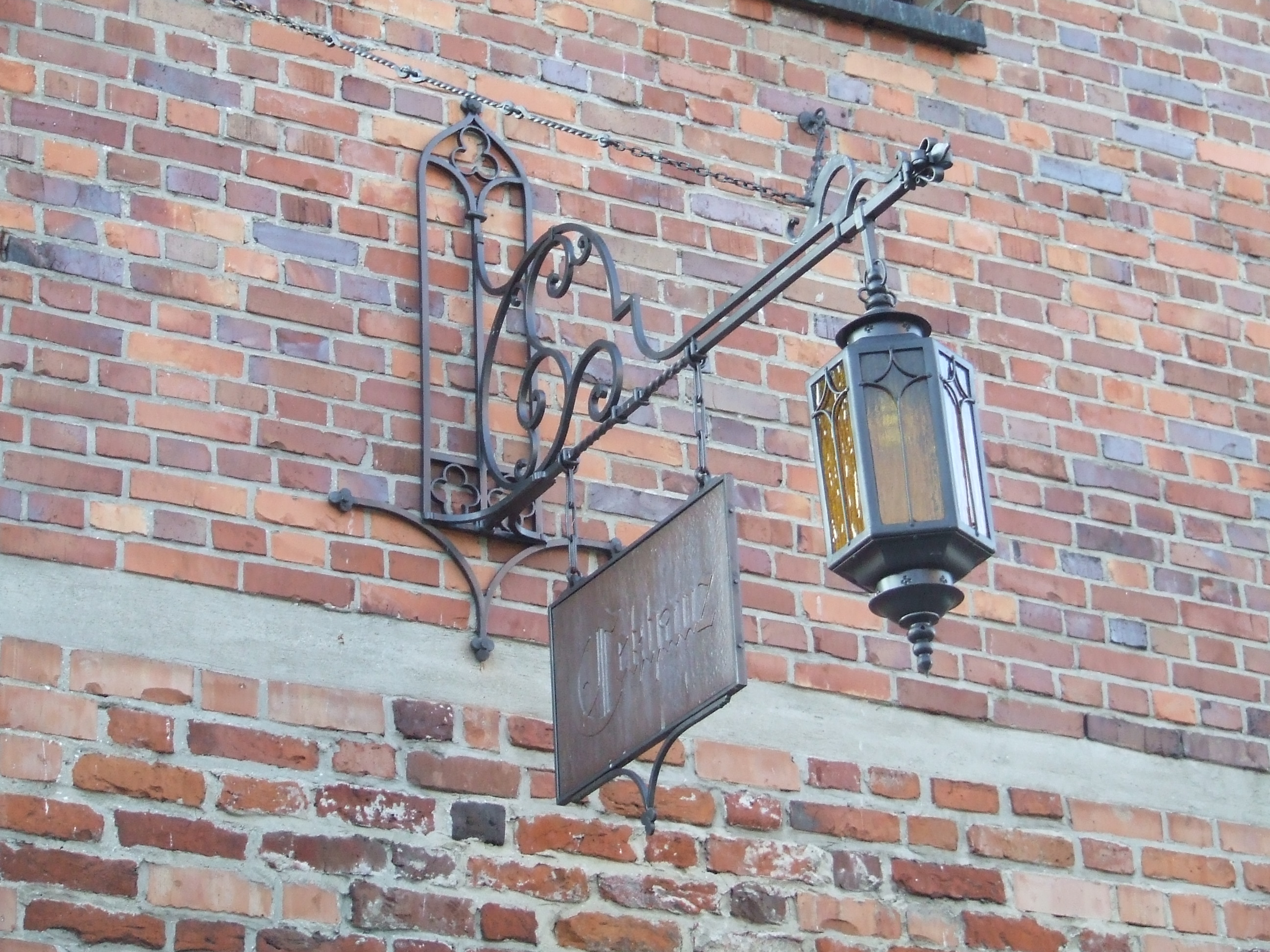
Szyld Cekhauz wraz z latarnią, zawieszone na baszcie